# بخش بگوسرای
بخش بگوسرای (به انگلیسی: Begusarai district) یک منطقهٔ مسکونی در هند است که در Munger division واقع شده‌است. بخش بگوسرای ۱٬۹۱۸ کیلومتر مربع مساحت و ۲٬۹۷۰٬۵۴۱ نفر جمعیت دارد.